# CCTV-13
CCTV-13 é um canal da CCTV, a principal rede de televisão terrestre da República Popular da China. O canal transmite notícias 24 horas por dia, e está disponível em TV a cabo e sinal terrestre. 

## Conteúdo
O canal CCTV-13 transmite reportagens ao vivo a cada hora ao longo do dia, bem como programas de assuntos atuais à noite. Os boletins da emissora cobrem eventos nacionais e internacionais ao vivo. O canal transmite exclusivamente em chinês mandarim. Os espectadores de toda a região da Grande China e da diáspora chinesa podem assistir ao canal via satélite. A partir do dia 16 de outubro de 2019, o noticiário do meio-dia, passaram transmitidos em 16:9 e produzidos em alta definição.

## Programação

### Diariamente
- Notícias da meia-noite (午夜 新闻)
- Notícias da manhã (朝 闻 天下)
- Notícias ao vivo (新闻 直播 间)
- Notícias 30 '(新闻 30 分)
- Foco em (共同 关注)
- Xinwen Lianbo
- Previsão do tempo (新闻 联播 天气预报)
- Relatório de Foco (焦点 访谈)
- World Express (国际 时讯)
- O mundo (环球 视线)
- Horizonte Oriental (东方 时空)
- 24 horas (24 小时)
- Notícias One Plus One (新闻 1 + 1)
- Lei Online (法治 在线)

### Semanalmente
- Relatório semanal de qualidade (每周 质量 报告)
- Frente a frente / Um a um (面对面)
- Semanal Mundial (世界 周刊)
- Notícias da semana (新闻 周刊)
- Análise de notícias (新闻 调查)
- Tempo Militar (军情 时间 到)

### Especial
- Notícias de última hora (特别 报道)
- Ano após ano (一年 又 一年)
- O emprego está em vigor / O emprego tem um futuro (就业 有 位 来)